# Battle Creek (Nebraska)
Pour les articles homonymes, voir Battle Creek.
Battle Creek est une municipalité du comté de Madison, dans l’État du Nebraska, aux États-Unis. Elle est peuplée de 1 207 habitants (recensement de 2010).

## Localisation
La ville est au nord-est du Nebraska, à 15 km à l'ouest de Norfolk, à 50 km au sud-ouest de Sioux City et à 150 km au nord-ouest de Omaha.

## Histoire
En 1859, des troupes sous les ordres du général John Milton Thayer et de la 2d US Army Dragoons se préparent à attaquer un village pawnee. Compte tenu du rapport de forces, les Pawnees se rendent avant que l'attaque ne puisse être lancée, mettant fin aux combats contre les Pawnees. Bien qu'aucune bataille n'ait eu lieu, le ruisseau voisin a été baptisé Battle Creek. La ville fondée en 1867 a pris le nom du ruisseau.